# Cowpunk
Genres dérivés
Country alternative
Genres associés
Psychobilly, gothabilly, metal sudiste
Le cowpunk, ou country punk, est un sous-genre musical du punk rock ayant émergé au Royaume-Uni et en Californie à la fin des années 1970 et au début des années 1980. Il mélange punk rock ou new wave à la musique country, au folk, et au blues,. Certains musiciens de la scène sont désormais associés à la country alternative ou au roots rock.

## Histoire
Un article du New York Times rédigé en 1984 utilise le terme de cowpunk pour catégoriser la musique influencée par le country et non encore associée aux groupes punk et new wave. L'article parle brièvement de l'histoire musicale, du moins celle des États-Unis, expliquant que pendant les années 1980, de nombreux groupes punk et new wave commençaient à acheter des albums de country, puis à faire des reprises rapides de leurs chansons préférées, et que les nouveaux groupes se sont formés et centrés sur cette idée. En 1984, des douzaines de groupes britanniques et américains commencent à « personnaliser la musique country pour la familiariser avec la génération MTV » ; par exemple, le groupe de pop orienté country Boothill Foot Tappers, le groupe de new wave Yip Yip Coyote et des groupes américains comme X, The Blasters, Meat Puppets, Rubber Rodeo, Rank and File, Jason and the Scorchers, et Violent Femmes.

## Groupes
Les groupes du cowpunk incluent The Beat Farmers, The Blasters, Blood on the Saddle, Green On Red, The Gun Club, The Cramps, The Knitters, Lone Justice, The Long Ryders, Los Lobos, Glen Meadmore, Mojo Nixon et Skid Roper, Rank and File, The Rave-Ups, Social Distortion, Tex and the Horseheads, Wall of Voodoo, et X.